# Il sindaco - Italian Politics for Dummies
Il sindaco - Italian Politics for Dummies, reso graficamente come Il sindaco - Italian Politics 4 Dummies, è un film del 2018 diretto da Davide Parenti e da Claudio Canepari.
Il film, sponsorizzato dalla trasmissione televisiva di Italia 1 Le Iene, di cui Parenti è autore e ideatore, ha avuto una distribuzione limitata, in Italia, in 230 sale il 26 e il 27 novembre 2018. Le proiezioni sono state prolungate anche per il 28 novembre.

## Trama
Il film segue la vera candidatura, e la conseguente campagna elettorale, di Ismaele La Vardera, giornalista e inviato de Le Iene, alle elezioni comunali del 2017 per Palermo nella lista Centrodestra per Palermo (sostenuta da Fratelli d'Italia e Lega Nord). L'opera racconta, attraverso video fatti con una telecamera nascosta, gli incontri privati sostenuti dallo stesso La Vardera con politici, faccendieri e personaggi più o meno opachi della scena palermitana, siciliana e nazionale. Intorno al candidato si concentrano molti interessi: chi vorrebbe riscattarsi agli occhi dell'elettorato meridionale, chi cerca il voto dei giovani e chi, sostenendo "il nuovo", desidera in realtà che tutto rimanga come è sempre stato in pieno gattopardismo.

## Distribuzione
Il film è consigliato a un pubblico con un'età superiore ai 13 anni.
Il sindaco - Italian Politics for Dummies è andata in onda in televisione, per la prima volta, il 16 dicembre 2018 su Italia 1 ed è stato visto da 1.840.000 persone pari al 7.7% di share.

## Accoglienza

### Incassi
Il film ha incassato complessivamente circa 244 000 euro.

### Critica
Mymovies.it ha dato al film 2 stelle e mezzo su 5 lamentando una mancanza d'imparzialità: "Non si può dire che il documentario centri il bersaglio: non solo infatti non riesce a raccontare la politica "in trasparenza", ma lo fa con un'opacità di sguardo compromessa da più di un fattore. La selezione del materiale, intanto. Perché scegliere di mostrare "i panni sporchi" di una certa parte politica, piuttosto che di un'altra, è già una scelta. Nel film non compare nessun riferimento né a Leoluca Orlando, il candidato che vincerà di lì a poco le elezioni, né a Ugo Forello, il candidato Cinque Stelle. Perché? Perché, se l'obiettivo era quello di mostrare la politica "in trasparenza", La Vardera ha scelto di non mostrarci anche i loro giochi?"